# Monte Campleman
Il Monte Campleman (in lingua inglese: Mount Campleman) è una montagna antartica dalla cima piatta e di forma sporgente, alta 1.970 m, situata lungo il bordo settentrionale della Mackin Table, 6 km a ovest dello Stout Spur, nel Patuxent Range dei Monti Pensacola, in Antartide. 
Il monte è stato mappato dall'United States Geological Survey (USGS) sulla base di rilevazioni e foto aeree scattate dalla U.S. Navy nel periodo 1956-66.
La denominazione è stata assegnata dall'Advisory Committee on Antarctic Names (US-ACAN), in onore di Richard Campleman, petty officer dell'U.S. Navy in servizio presso la Stazione Palmer durante l'inverno 1967.